# Districtul Chiang Yuen
Chiang Yuen (în thailandeză เชียงยืน) este un district (Amphoe) din provincia Maha Sarakham, Thailanda, cu o populație de 61.704 locuitori și o suprafață de 289,0 km².

## Componență
Districtul este subdivizat în 8 subdistricte (tambon), care sunt subdivizate în 116 de sate (muban).
| Nr. | Nume        | În thailandeză | Sate | Locuitori |
| --- | ----------- | -------------- | ---- | --------- |
| 01. | Chiang Yuen | เชียงยืน         | 19   | 13,758    |
| 03. | Nong Son    | หนองซอน        | 16   | 06,895    |
| 05. | Don Ngoen   | ดอนเงิน         | 15   | 07,128    |
| 06. | Ku Thong    | กู่ทอง           | 19   | 10,155    |
| 07. | Na Thong    | นาทอง          | 11   | 05,690    |
| 08. | Suea Thao   | เสือเฒ่า         | 16   | 08,374    |
| 11. | Phon Thong  | โพนทอง         | 12   | 06,036    |
| 12. | Lao Bua Ban | เหล่าบัวบาน      | 08   | 03,668    |